# 麥斯·埃米爾·克里斯坦森
麥斯·埃米爾·克里斯坦森（丹麥語：Mads Emil Christensen，1997年5月26日—），丹麥男子羽毛球運動員。

## 簡歷
2015年5月，麥斯·埃米爾·克里斯坦森出戰里加國際賽男子雙打兼混合雙打項目，與克里斯托弗·克努森合作贏得男子雙打冠軍并與塞西莉·森托合作贏得混合雙打亞軍。

## 主要比賽成績
只列出曾進入準決賽的國際賽事成績：
| 年份   | 賽事                   | 公開賽級別 | 項目     | 拍檔              | 成績   |
| ------ | ---------------------- | ---------- | -------- | ----------------- | ------ |
| 2015年 | 里加羽毛球國際賽       | 未來系列賽 | 男子雙打 | 克里斯托弗·克努森 | 冠軍   |
| 2015年 | 里加羽毛球國際賽       | 未來系列賽 | 混合雙打 | 塞西莉·森托       | 亞軍   |
| 2018年 | 斯洛文尼亞羽毛球國際賽 | 國際系列賽 | 男子雙打 | 克里斯托弗·克努森 | 亞軍   |
| 2018年 | 斯洛文尼亞羽毛球國際賽 | 國際系列賽 | 混合雙打 | 克劳迪娅·帕雷德斯 | 準決賽 |
| 2018年 | 挪威羽毛球國際賽       | 國際系列賽 | 男子雙打 | 克里斯托弗·克努森 | 亞軍   |
| 2019年 | 波蘭羽毛球國際賽       | 國際系列賽 | 混合雙打 | 艾瑪·卡爾松       | 準決賽 |
| 2019年 | 挪威羽毛球國際賽       | 國際系列賽 | 混合雙打 | 艾瑪·卡爾松       | 冠軍   |

| 2007-2017年 | 首要超級賽 | 超級賽 | 黃金大獎賽 | 大獎賽 | 國際挑戰賽 | 國際系列賽 | 未來系列賽 | 其他 |

| 2018-2026年 | 總決賽 | 超級1000賽 | 超級750賽 | 超級500賽 | 超級300賽 | 超級100賽 | 國際挑戰賽 | 國際系列賽 | 未來系列賽 | 其他 |